# Небиев, Бекир Эмир-Усеинович
Беки́р Эмир-Усеинович Неби́ев (укр. Бекір Емір-Усеіновіч Небіев; 17 апреля 1960, Андижан, Узбекская ССР, СССР — 26 сентября 2015, Симферополь, Крым) — житель Симферополя, 26 сентября 2015 года расстрелявший из охотничьего ружья сотрудников городской подстанции скорой помощи, известен как «Симферопольский стрелок». В результате нападения погибли два медика, ещё двое получили ранения, преступление получило широкий резонанс.

## Биография
Бекир Небиев родился 17 апреля 1960 года в городе Андижане Узбекской ССР. Занимался сельским хозяйством, был женат, воспитал троих детей. Сын — оператор крымскотатарского телеканала ATR Эскендер Небиев, известен как фигурант дела о массовых беспорядках под зданием парламента Крыма 26 февраля 2014 года, в октябре 2015 года приговорённый Центральным районным судом Симферополя к 2,5 года лишения свободы условно.
По словам родственников, Бекир Небиев был нервным, имел вспыльчивый характер, но никогда не был агрессивным
Небиев был прописан в Симферополе, проживал на дачном участке в микрорайоне «Фонтаны».

## Убийства
Незадолго до произошедшего у Небиева случился инфаркт, он перенёс операцию, после чего начал опасаться за своё здоровье. Мужчина постоянно вызывал скорую помощь, обращался к врачам. Несмотря на заверения медиков в том, что с его здоровьем относительно всё в порядке, он считал, что медицинская помощь оказывается ему не в полном объёме.
26 сентября 2015 года, около 16:00 (UTC+3) Небиев ворвался на территорию подстанции скорой помощи «Спутник» (улица Севастопольская, дом 155), где открыл огонь по сотрудникам из охотничьего ружья 12 калибра марки «ИЖ-18Е», принадлежавшее ранее его покойному отцу, а затем скрылся на автомобиле марки «Москвич». Санитарка Татьяна Каткова погибла на месте, фельдшер Ирина Суханик позже скончалась в больнице от ранения в область брюшной полости, ещё двое медиков получили ранения (фельдшер Владимир Сланчак получил ранение в голову, а фельдшер Ольга Звонник — в руку).
Всего Небиев произвёл около пяти выстрелов. На месте стрельбы он оставил записку, сделанную на кардиограмме, со словами: «Это месть, она давила мне на грудь, хотела, чтобы я умер».

### Поиски и гибель
По факту произошедшего следственными органами Главного следственного управления Следственного комитета РФ по Республике Крым был возбуждено уголовное дело по признакам состава преступления, предусмотренного пунктом «а» части 2 статьи 105 Уголовного кодекса РФ («убийство двух или более лиц»).
Операция по поиску Небиева продолжалась более двух недель. МВД России объявило о вознаграждении в размере 500 000 рублей за информацию, которая будет способствовать задержанию Небиева. К поискам подозреваемого были привлечены силы сотрудников МВД, прокуратуры, Следственного комитета и ФСБ, задействованы авиация и спецтехника. На территории Крыма был введён план «Вулкан». Медицинские учреждения города были взяты под охрану силами самообороны.
10 октября повреждённое животными тело Небиева было обнаружено детьми в лесополосе в микрорайоне «Фонтаны». Рядом с телом было обнаружено ружьё «ИЖ-18Е», из которого вёлся огонь по медикам. По данным судебно-медицинской экспертизы, он покончил жизнь самоубийством в день расстрела медиков, выстрелив себе в грудь из этого ружья.